# کروبورو
latitudeکروبوروlongitudeکروبورو
کروبورو (به انگلیسی: Crowborough) یک کوه و شهرک در بریتانیا است که در انگلستان واقع شده‌است.

## خصوصیات
کروبورو ۱۳٫۶ کیلومترمربع مساحت و ۲۰٬۰۰۰ نفر جمعیت دارد.

## خواهرخوانده
شهر Montargis خواهرخواندهٔ کروبورو هست.